# يان كووالتشيك
يان كووالتشيك (بالبولندية: Jan Kowalczyk)‏ هو لاعب فروسية استعراضية ‏ بولندي، ولد في 18 ديسمبر 1941 في دروغومشل ‏ في بولندا.

## وصلات خارجية
- يان كووالتشيك على موقع أوليمبيديا (الإنجليزية)
- يان كووالتشيك على موقع اللجنة الأولمبية البولندية (مؤرشف) (البولندية)